# Пейшоту-ди-Азеведу
Пейшоту-ди-Азеведу (порт. Peixoto de Azevedo) — муниципалитет в Бразилии, входит в штат Мату-Гросу. Составная часть мезорегиона Север штата Мату-Гроссу. Входит в экономико-статистический микрорегион Колидер. Население составляет 17 978 человек на 2006 год. Занимает площадь 14 398,661 км². Плотность населения — 1,2 чел./км².

## История
Город основан в 1986 году.

## Статистика
- Валовой внутренний продукт на 2003 год составляет 77 281 739,00 реалов (данные: Бразильский институт географии и статистики).
- Валовой внутренний продукт на душу населения на 2003 год составляет 3556,78 реалов (данные: Бразильский институт географии и статистики).
- Индекс развития человеческого потенциала на 2000 год составляет 0,719 (данные: Программа развития ООН).

## География
Климат местности: экваториальный.